# Gilton Ribeiro
Gilton Ribeiro (Campo Grande, 25 maart 1989) is een Braziliaans voetballer.

## Carrière
Gilton Ribeiro speelde tussen 2008 en 2010 voor Porto Alegre, Juventus, Joinville, Cerezo Osaka, Albirex Niigata en Kashima Antlers.